# 爱德华·卡德威尔
爱德华·卡德威尔（1787年—1861年5月23日）是一位英国基督教神學家和历史学家，专攻英国教会历史，1825—1861年间任牛津大学布雷齐诺斯学院的卡姆登古代史教授，此外还在牛津大学担任过多个行政职务。